# Fontaine d'Adam et Ève (Riom)
La fontaine d'Adam et Ève est une fontaine située dans le centre-ville de Riom en Auvergne, rue Sirmon. Elle est réalisée  avec pour matériau de construction la pierre de Volvic.

## Historique
En 1277, l'abbé de Mozac, Pierre de la Ferté Chauderon, a concédé in perpetuum aux consuls de Riom le droit d’exploitation de la source de Dragonescha située à Saint-Genès-l’Enfant (Malauzat, 63) pour l'alimentation en eau de la ville de Riom pour 140 livres tournois. L'article de Matthieu Perona indique que des éléments de canalisation en terre cuite ont été retrouvés montrant que d'importants travaux d'adduction d'eau à la fin du XIIIe siècle. La source était probablement proche de la pisciculture Saint-Genès où il y a une petite maison en pierre de Volvic, la chapelle des eaux, sur le tympan de laquelle a été sculpté le blason de la ville de Riom avec une date : 1654. En 1644, le circuit d'alimentation des fontaines de la ville est réaménagé, probablement à la suite de la grande peste de 1631. Il n'y a alors que quatre fontaines dans la ville. Les conduites de l'aqueduc amenant l'eau de la source de Dragonescha sont remplacées par de la pierre de Volvic. La fontaine a été construite au milieu du XVIIe siècle après cette réalisation. Son édification a été attribuée au sculpteur Jean Languille, ou à son fils Guillaume. La fontaine a été restaurée en 1714.
Le père mariste Jean Bonnet a dénombré 62 fontaines en 1796 dans une étude sur les Fontaines riomoises. *

## Protection
La fontaine d'Adam et Ève a été classée au titre des monuments historiques le 15 novembre 1913.

## Présentation
Elle se rattache au style de la Seconde Renaissance inspirée de l'Italie bien qu'elle ait été réalisée au milieu du XVIIe siècle.
La fontaine est plaquée contre le mur d'une maison à l'angle de la rue Sirmond et de la rue Gomot. Elle doit son nom « d'Adam et Ève » au couple présenté sous la forme deux cariatides formant deux pilastres et représentant un torse d'homme nu, l'autre un torse de femme nue, qui ont les bras croisés sur leur poitrine. Cependant, ce nom qui lui a été attribué par la population n'est pas correct car le premier homme et la première femme possèdent une caractéristique qu'ils ne pouvaient avoir : un nombril. Les torses des cariatides sont posées des gaines ornées d'une guirlande de fruits s'appuyant chacun sur un socle. Les cariatides supportent une partie d'entablement avec l'amorce d'un fronton. Entre les deux socles se trouvent le bassin de la fontaine. Au-dessus du bassin, l'eau s'écoule par une tête d'égipan, et le trop-plein par les oreilles.
Un cartouche se trouve au-dessus de la tête d'égipan dans lequel a été gravée une inscription latine qui a donné lieu à plusieurs interprétations :
NUNC BIBE
QUI NONDUM POTERAS MIHI CREDERE NYMPHAE
SI TIBI NULLA FIDES, NON MIHI NULLUS AMOR
RES. AN. SALUT. MDCCXIV
Dont la traduction du Père Bonnet est :
Bois maintenant, toi qui ne pouvais pas encore
Croire en moi, la nymphe de cette eau.
Si toi tu n'as pas confiance
Moi je ne suis pas sans amour.
Restaurée l'an de grâce 1714
Le Père Bonnet a expliqué ces vers sibyllins. Avant l'installation de cette fontaine, l'eau utilisée était tirée des puits dont l'eau était plus ou moins polluée. En 1631, et les années suivantes, Riom est ravagée par la peste. En 1645, l'eau de Saint-Genest-l'Enfant est captée amenant à Riom de l'eau pure et potable qu'on pouvait boire sans risque. C'est le sens des paroles qu'adresse la nymphe au voyageur.
Au-dessus, se trouve un cartouche aux armes de Riom qui sont représentées avec deux étoiles